# 지안 (베트남)
지안시(베트남어: Thành phố Dĩ An / 城舖以安)는 베트남 남동부 빈즈엉성의 도시이다.

## 지리
- 동쪽으로 동나이성 비엔호아와 경계를 접한다.
- 서쪽으로 빈즈엉성 투언안과 경계를 접한다.
- 남쪽으로 호찌민시 투득군과 경계를 접한다.
- 북쪽으로 빈즈엉성 떤우옌 시사와 경계를 접한다.

## 행정구역
7방로 구성되어 있다.
- 안빈 방 (An Bình / 安平)
- 빈안 방 (Bình An / 平安)
- 빈탕 방 (Bình Thắng / 平勝)
- 지안 방 (Dĩ An / 以安)
- 동호아 방 (Đông Hòa / 東和)
- 떤빈 방 (Tân Bình / 新平)
- 떤동히엡 방 (Tân Đông Hiệp / 新東協)

## 같이 보기
- 베트남의 교통